# Атињевил
Атињевил (фр. Attignéville) насеље је и општина у североисточној Француској у региону Лорена, у департману Вогези која припада префектури Нефшато.
По подацима из 2011. године у општини је живело 219 становника, а густина насељености је износила 14,99 становника/km². Општина се простире на површини од 14,61 km². Налази се на средњој надморској висини од 302 метара (максималној 450 m, а минималној 295 m).

## Демографија
| 1962. | 1968. | 1975. | 1982. | 1990. | 1999. | 2011. |
| ----- | ----- | ----- | ----- | ----- | ----- | ----- |
| 275   | 285   | 268   | 271   | 252   | 254   | 219   |

График промене броја становника у току последњих година